# جمعية مرشدات غانا
جمعية مرشدات غانا هي المنظمة الإرشادية الوطنية في غانا تأسست في عام 1921، وأصبحت عضوا في الجمعية العالمية للمرشدات وفتيات الكشافة في عام 1960 وتضم الجمعية 7700 عضوا (اعتبارا من 2003).